# Ходьба

Идущий мужчина

Ходьба́ — способ передвижения организма (человека или иного существа), либо подражающего ему механизма; осуществляется в результате сложной координированной деятельности скелетных мышц и конечностей. 

Ходьба с позиции физического маятника

Ходьбу рассматривают с позиции модели прямого и обратного маятников, рассматривая сегменты конечностей и тело как систему физических маятников.
По образному выражению Н. Бернштейна, который объединил биомеханику и нейрофизиологию двигательного аппарата в единую науку — физиологию движений, ходьба была понята им как:
- «…синергии, охватывающие всю мускулатуру и весь двигательный аппарат сверху донизу»;
- «…циклический акт, то есть движение, в котором периодически повторяются вновь и вновь одни и те же фазы»[2].

Наряду со стоянием, ходьба — двигательное действие (акт), результат реализации двигательного стереотипа, комплекса безусловных и условных рефлексов.
- Двигательный навык, который представляет собой цепь последовательно закреплённых условно рефлекторных двигательных действий, которые выполняются автоматически без участия сознания;
- автоматизированный двигательный акт, осуществляющийся в результате сложной координированной деятельности скелетных мышц туловища и конечностей[3].

## Виды ходьбы
- Многоногая ходьба, рассматриваемая как совокупность элементов, свойственных двуногой ходьбе[4];
- Двуногая ходьба (бипедализм):
  - ходьба механизма/робота[источник не указан 833 дня] (см. шагоход);
  - ходьба животных[источник не указан 833 дня];
  - ходьба человека

## Ходьба человека
Ходьба является основным способом перемещения человека.
Я. И. Перельман, цитируя «Лекции по зоологии» Поля Бера, описывал ходьбу как «последовательность управляемых падений». При каждом шаге человек наклоняется вперёд и начинает падение, которому препятствует выдвинутая вперёд нога. После того, как она коснётся земли человек переносит на неё вес тела, колено подгибается, амортизируя падение и выпрямляется, возвращая тело на исходную высоту. Таким образом, человек ненадолго выводит себя из состояния равновесия, смещая вперёд свой центр тяжести и затем, посредством вытянутой вперёд ноги, возвращается в исходное положение.
Виды ходьбы:
- Ходьба нормальная;
- Патологическая ходьба:
  - Ходьба с опорой на трость (на 2 трости);
  - Ходьба при нарушении подвижности в суставах;
  - Ходьба при утрате или нарушении функции мышц;
  - Ходьба на протезе нижней конечности (после ампутации на уровне голени, бедра, таза).

### Близкие по значению слова
- Походка — особенности поз и движений при ходьбе, характерный для конкретного человека
- Осанка — привычное положение тела человека в покое и движении, в том числе при ходьбе